# 长江三峡
長江三峽又名峡江或大三峽，位于中国重庆市和湖北省境内的长江干流上，西起重庆市奉节县的白帝城，东至湖北省宜昌市的南津关，全长193公里，由瞿塘峡、巫峡、西陵峡组成。长江三峡位于中国的腹地，属亚热带季风气候区，跨重庆奉节、重庆巫山、湖北巴东、湖北秭归、湖北宜昌，也就是常说的“大三峡”。
| 名称   | 长度（公里） | 起止                     | 归属地                           |
| ------ | ------------ | ------------------------ | -------------------------------- |
| 瞿塘峡 | 8            | 从白帝城（奉节）到大溪鄉 | 重庆市奉节县、巫山县             |
| 巫峡   | 45           | 从巫山到官渡口（巴东）   | 重庆市巫山县、湖北省巴东县       |
| 西陵峡 | 66           | 从秭归到南津关（宜昌）   | 湖北省恩施州巴东县、宜昌市秭归县 |

## 地理概述

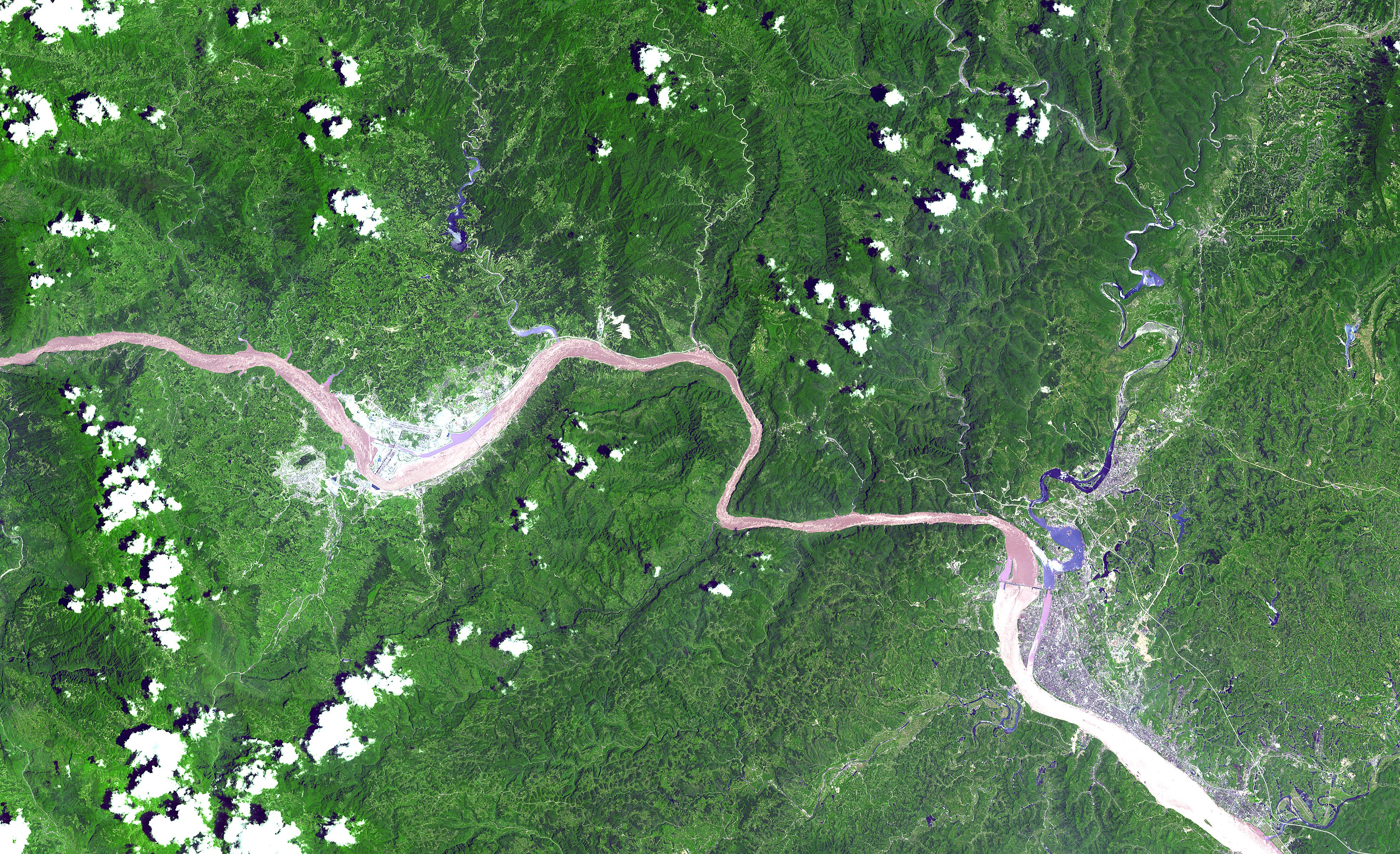
卫星图上的西陵峡区域

长江流过四川宜宾后，经重庆江津到湖北宜昌段被俗称为“川江”，是历史上巴蜀、黔（通过乌江在重庆涪陵注入长江）通往中国东部唯一的水上通道。川江下游江水穿越中国大陆第二级阶梯巫山山脉，形成了长江上的瞿塘峡、巫峡、西陵峡三大峡谷，因而该区域被合称为“三峡”。

### 地质演变

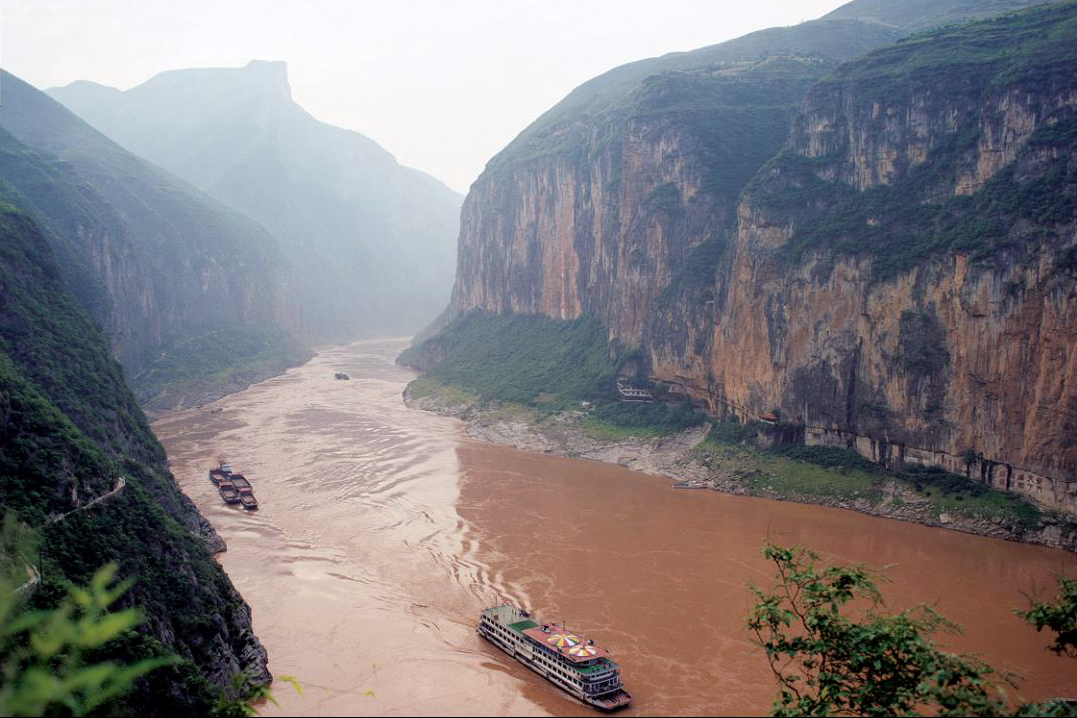
瞿塘峡夔门，摄于1999年三峡大坝蓄水前

由于不同地区的岩性，三峡有峡谷和宽谷之分，峡谷多位于石灰岩地区，其地岩层质地坚硬，抗蚀力较强，因而河流对其两岸侵蚀较弱，但垂直裂隙比较发育，水流趁隙而入，对底部侵蚀。随河床逐渐加深，两岸坡谷岩层逐渐失去平衡，沿垂直裂隙崩落江中，形成悬崖峭壁。而当河流经过比较松软、抗蚀力较差的砂岩和页岩地区时，河流向两旁侵蚀作用加强，便形成宽谷。关于三峡的具体形成有不同说法，地理地质学界较为一致的看法是：距今7000万年以前，在燕山运动中，川东和鄂西一带形成了巫山等一系列褶皱山脉。它们由西南-东北走向转为东西走向，地势由南向北逐渐降低。这些山脉与北面的巴山之间是一个东西相对低凹的地带，古长江的峡江段便沿此低凹带向东流去。而随着该地区地壳的继续上升，河流下切愈加剧烈，最终形成三峡。

## 自然景观
长江三峡风景秀丽。北魏时郦道元《水经注》描述三峡：

自三峡七百里中，两岸连山，略无阙处。重岩叠嶂，隐天蔽日，自非亭午夜分，不见曦月。
至于夏水襄陵，沿溯阻绝。或王命急宣，有时朝发白帝，暮到江陵，其间千二百里，虽乘奔御风，不以疾也。

春冬之时，则素湍绿潭，回清倒影。绝巘多生怪柏，悬泉瀑布，飞漱其间。清荣峻茂，良多趣味。
每至晴初霜旦，林寒涧肃，常有高猿长啸，属引凄异，空谷传响，哀转久绝。故渔者歌曰：“巴东三峡巫峡长，猿鸣三声泪沾裳。”

三峡中有许多著名景点。著名的夔门，位于三峡的入口处。两岸山崖刀劈斧砍，十分壮观。自古就有：“夔门天下雄”的说法。巫峡南北两岸的巫山以十二峰最为壮观，而十二峰中又以神女峰最具魅力，相传它是帮助大禹治水并为船工导航的仙女化身。西陵峡则中有著名的兵书宝剑峡、牛肝马肺峡、黄牛峡、灯影峡等。長江三峽亦有“瞿塘雄、巫峡秀、西陵奇”之称。

## 人文景观

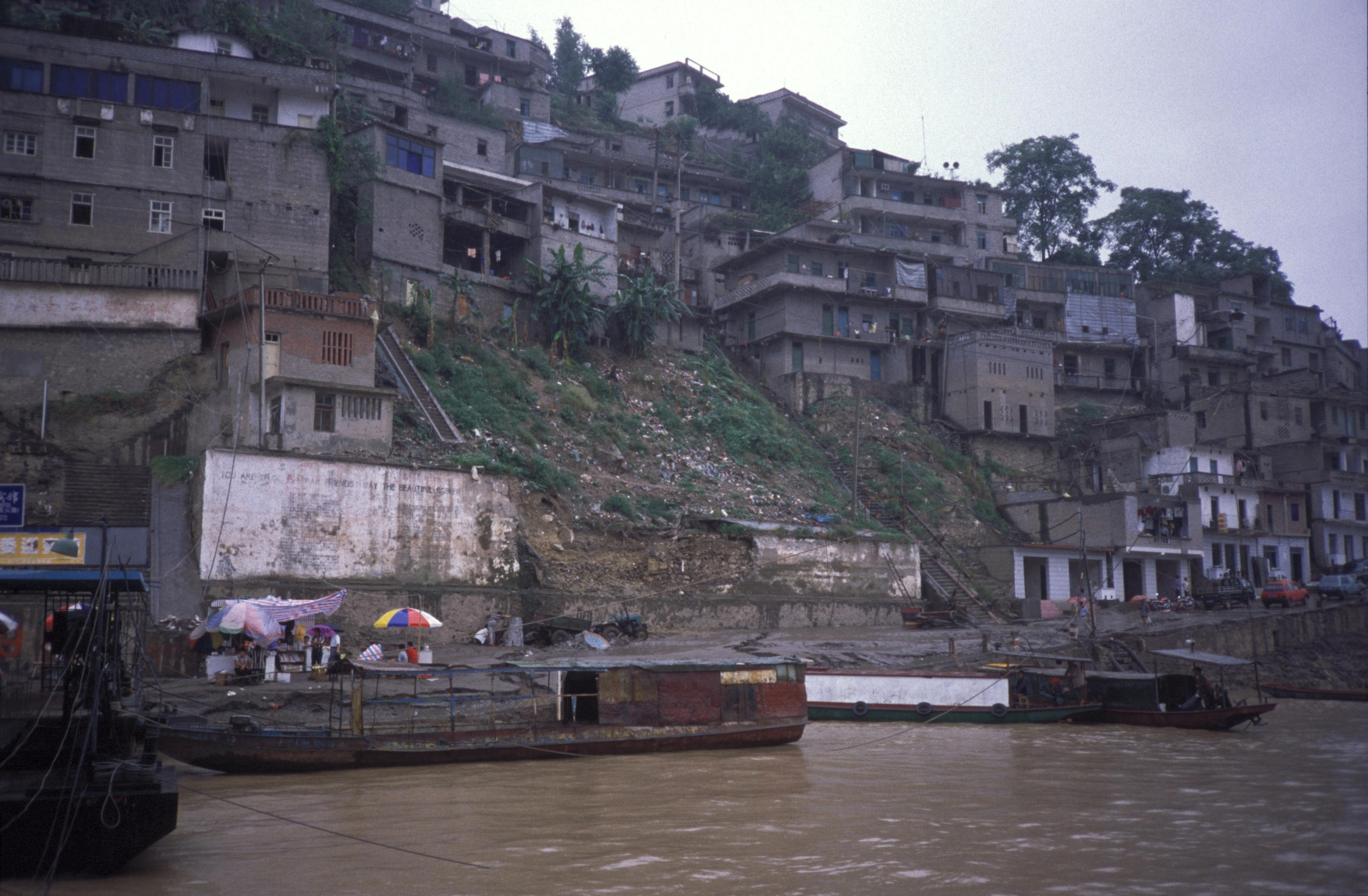
三峽旁巫山縣的斷崖古城

東晉袁山松《宜都山川記》中述三峽壯景：“常聞峽中水疾，書記及口傳悉以臨懼相戒，曾無稱有山水之美也。及余來踐躋此境，既至欣然，始信耳聞之不如親見矣。其疊崿秀峰，奇構異形，固難以辭敘。林木蕭森，離離蔚蔚，乃在霞氣之表。仰矚俯映，彌習彌佳，流連信宿，不覺忘返。目所履歷，未嘗有也。既自欣得此奇觀，山水有靈，亦當驚知己於千古矣。”
李白詩《早发白帝城》中的“两岸猿声啼不住，轻舟已过万重山”即描述此地。

### 文物古迹
- 白鹤梁水文题刻-唐代广德年间(763年)已发现有题刻约165段，文字内容约3万。题刻中有石鱼雕刻18尾。白鹤梁题刻以石刻鲤鱼为水标，纪录枯水变化，预卜农业丰欠。初步估算，三峡成库后20年白鹤梁将埋于淤沙之下。2001年中科院葛修润院士提出“无压容器”水下原址保护方案，同时铺设交通廊道连接地面，供游人参观。
- 石宝寨位于重庆市忠县境内长江北岸的石宝镇，高35米的寨楼是南方高层穿斗结构的代表，建于清嘉庆年间(1796-1820)年。长江三峡工程开始后，石宝寨周边将围建巨型堤坝予以原址保护。
- 张飞庙重庆云阳县长江南岸飞凤山北麓，建造年代不晚于宋。由于紧邻长江，历史上几度被洪水所损，现存建筑主要在清同治至光绪年间陆续补建而成。张飞庙为寺庙建筑群，总建筑面积达2000平方米。有保存大量唐宋至近代的字画、石刻、木雕，如苏轼的《前后赤壁赋》等。由于其位于130-160米间，三峡库区蓄水达175米后将会被完全淹没，张飞庙被保护人员进行了整体迁建。

虽然在三峡工程获得通过后全球文物考古工作者进行了长期的抢救性发掘工作，但在三峡工程主体建设完成，开始蓄水后，仍然将会有大量未被发掘的文物和无法采取保护手段的文物遗迹(如悬棺、石刻等)被淹没在长江之中。

## 三峡水电

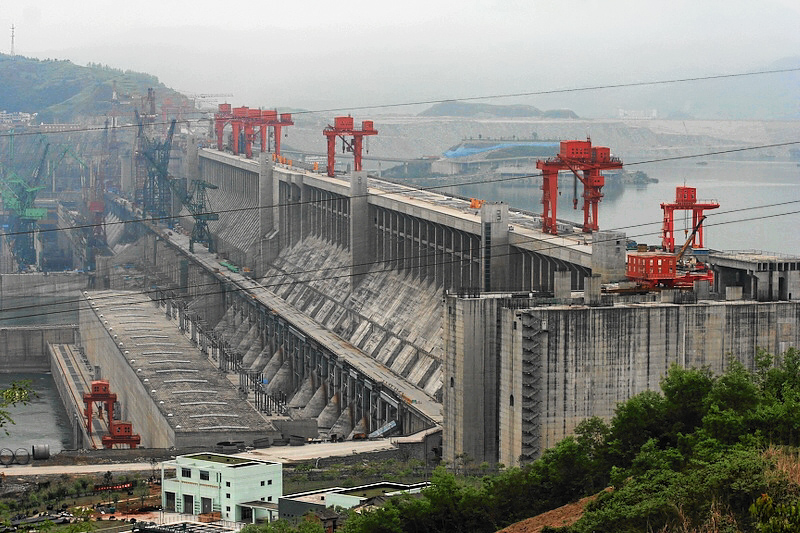
三峡大坝

自1919年孙中山《建国方略》“实业计划”中提出构想以后，长江三峡陆续考察、争论建坝事宜持续了接近100年，直到1994年三峡工程正式开工。
1944年国民政府聘请美国垦务局设计总工程师萨凡奇来华考察，萨凡奇对三峡进行了10天的考察，随后写下了著名的《扬子江三峡初步报告》。此计划呈交国民政府和美国总统罗斯福后，引起轰动。
1958年2月，中共中央政治局扩大会议在南宁召开，三峡工程第一次被拿到正式会议上讨论，并引起激烈论战。最终搁置了工程上马。此后30年，三峡工程又经历了多次争论。80年代初，工程再次被提上日程，经过反复讨论、考察，工程上马再度被延缓。1992年3月6日，可行性报告被拿到七届人大五次会议上审议。同年4月3日人大2633名代表投票通过《关于兴建长江三峡工程的决议》。但在此次投票中有近1/3未投赞成票，在之前的中华人民共和国人大表决史上从未出现过。
1994年12月14日，三峡工程正式开工。2006年5月20日，位于湖北宜昌三斗坪的长江河段三峽大壩主体部分完工。

## 其他
中国人民银行发行的第四套人民币5元、第五套人民币10元的背面分别以巫峡、瞿塘峡夔门作为图案装饰。